# Rasmus Søjberg Pedersen
Rasmus Søjberg Pedersen (Esbjerg, 9 luglio 2002) è un ciclista su strada danese che corre per la Decathlon AG2R La Mondiale Team.

## Palmarès

### Strada
- 2022 (BHS-PL Beton Bornholm, una vittoria)

Campionati danesi, Prova in linea Under-23
- 2023 (CIC U Nantes Atlantique, una vittoria)

Campionati danesi, Prova in linea Under-23
- 2024 (Decathlon AG2R La Mondiale Development Team, quattro vittorie)

4ª tappa Olympia's Tour (Gieten > Ruurlo)
5ª tappa Olympia's Tour (Neede > Tiel)
Grand Prix Herning
Campionati danesi, Prova in linea

#### Altri successi
- 2022 (BHS-PL Beton Bornholm)

Classifica traguardi volanti Alpes Isère Tour

## Piazzamenti

### Classiche monumento
- Giro delle Fiandre

2025: 64º
- Parigi-Roubaix

2025: 31º

### Competizioni mondiali
- Campionati del mondo

Glasgow 2023 - In linea Under-23: ritirato

### Competizioni europee
- Campionati europei

Plouay 2020 - In linea Junior: ritirato
Anadia 2022 - In linea Under-23: 77º
Drenthe 2023 - In linea Under-23: 29º